# Hutterisch
Hutterisch is een dialect van de Hoogduitse taal, dat in de VS en Canada door leden van de geloofsgemeenschap van  Hutterieten gesproken wordt. Hutterisch is een dialect van Beierse afkomst.